# Landschaftsschutzgebiet Grünlandhänge des Valmetals

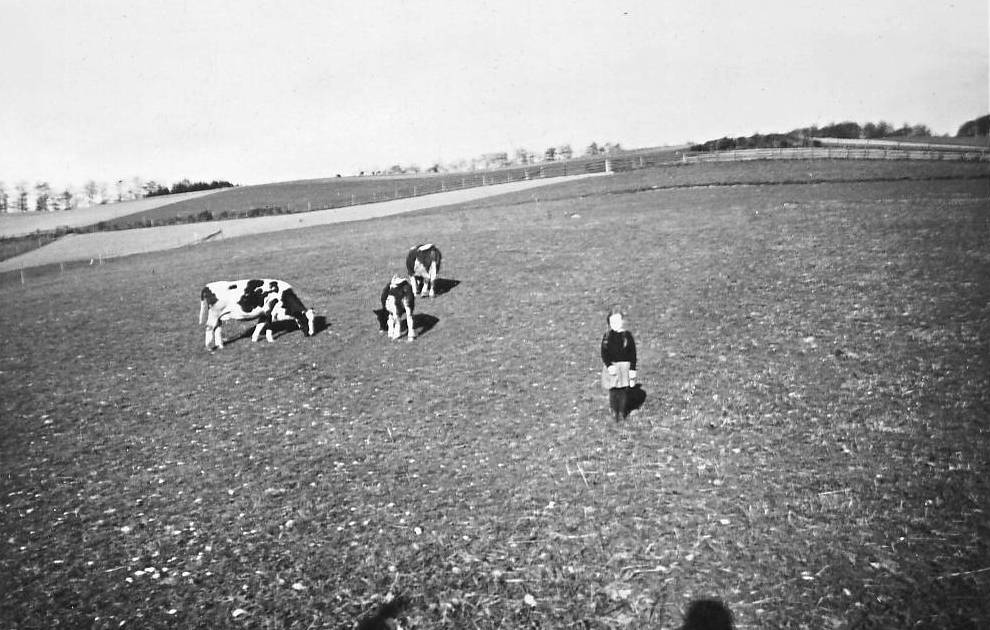
Heutiges Landschaftsschutzgebiet Grünlandhänge des Valmetals nördlich von Untervalme 1935

Das Landschaftsschutzgebiet Grünlandhänge des Valmetals mit 46,6 ha Flächengröße liegt im Valmetal südlich von Ramsbeck bis zur Gemeindegrenze von Bestwig im Hochsauerlandkreis. Das Gebiet wurde 2008 mit dem Landschaftsplan Bestwig durch den Kreistag des Hochsauerlandkreises als Landschaftsschutzgebiet (LSG) ausgewiesen. Das LSG ist eines von 17 Landschaftsschutzgebieten in der Gemeinde Bestwig. In der Gemeinde gibt es ein Landschaftsschutzgebiet vom Typ A, zehn Landschaftsschutzgebiete vom Typ B und sechs Landschaftsschutzgebiete vom Typ C. Das Landschaftsschutzgebiet Grünlandhänge des Valmetals wurde als LSG vom Typ B, Ortsrandlagen, Landschaftscharakter, im Gemeindegebiet von Bestwig ausgewiesen. Das LSG besteht aus neun Teilflächen. Das LSG grenzt teilweise direkt an den Siedlungsrand. 

## Beschreibung
Im LSG im oberen Valmetal liegt ausschließlich Grünland an den langgestreckten Grünlandhängen. Während das Grünland in der Aue an Fluss im Landschaftsschutzgebiet Magergrünland an Ruhr und Valme von Typ C liegen gehört das Grünland an den Berghängen zu Landschaftsschutzgebiet Grünlandhänge des Valmetals. Das Grünland wurde bei LSG-Ausweisung überwiegend intensiv genutzt; nur vereinzelt gab es im Umfeld von Ramsbeck auch artenreiches Magergrünland. Die östliche Talseite des LSG ist durch Einbeziehung seitliche Valmezuflüsse stärker gegliedert. Bei Untervalme sind zwei waldumschlossener Grünlandhanglagen einbezogen, die um Untervalme einen Grünlandbereich schützen.

## Schutzzweck
Die Ausweisung erfolgte zur Sicherung der Vielfalt und Eigenart der Landschaft im Nahbereich der Ortslagen und der alten landwirtschaftlichen Vorranggebiete durch Offenhaltung.

## Rechtliche Vorschriften
Wie in den anderen Landschaftsschutzgebieten vom Typ B in Bestwig besteht im LSG ein Verbot der Erstaufforstung und Weihnachtsbaum-, Schmuckreisig- und Baumschul-Kulturen anzulegen. Wie in allen Landschaftsplangebieten vom Typ B besteht das Gebot, das LSG durch landwirtschaftliche Nutzung oder durch Pflegemaßnahmen von einer Bewaldung freizuhalten.